# جاك تاتي
جاك تاتي (بالفرنسية: Jacques Tati) 9 أكتوبر 1907 - 5 نوفمبر 1982 في باريس. كان مخرج سينمائي فرنسي وممثل كوميدي وكاتب.

## حياته
ولد جاك تاتي في فرنسا كان اسمه الحقيقي جاك تاتيسشف. اشتهر في شبابه بوصفه لاعب رجبي. كان أول ظهور له كممثل محترف عام 1931 في دور اعتمد فيه على تعابير وجهه وجسده لتقليد الرياضيين والحكام. في عام 1932 كتب وأخرج وأدى دور البطولة في فيلم قصير بعنوان أوسكار بطل التنس. كما ظهر خلال الثلاثينات في قاعة الموسيقى وقدم عددا من الأفلام القصيرة الأخرى. في أواخر الأربعينات تحول تاتي إلى تقديم الأفلام الروائية. كان أول أفلامه بعنوان اليوم الكبير 1949، وفيه يحاول ساعي بريد القرية تطبيق أساليب حديثة وفعالة، ولكن النتائج تكون مأساوية. وبالجملة، فقد قدم تاتي خمسة أفلام روائية رائعة فازت بجوائز، كان آخرها فيلما زمن اللعب الذي أنتجه عام 1967 وحركة المرور عام 1971.

## روابط خارجية
- جاك تاتي على موقع IMDb (الإنجليزية)
- جاك تاتي على موقع الموسوعة البريطانية (الإنجليزية)
- جاك تاتي على موقع مونزينجر (الألمانية)
- جاك تاتي على موقع ألو سيني (الفرنسية)
- جاك تاتي على موقع ميوزك برينز (الإنجليزية)
- جاك تاتي على موقع تيرنر كلاسيك موفيز (الإنجليزية)
- جاك تاتي على موقع أول موفي (الإنجليزية)
- جاك تاتي على موقع قاعدة بيانات الأفلام السويدية (السويدية)
- جاك تاتي على موقع ديسكوغز (الإنجليزية)
- جاك تاتي على موقع قاعدة بيانات الفيلم (الإنجليزية)